# Jim Kelly (Schauspieler)

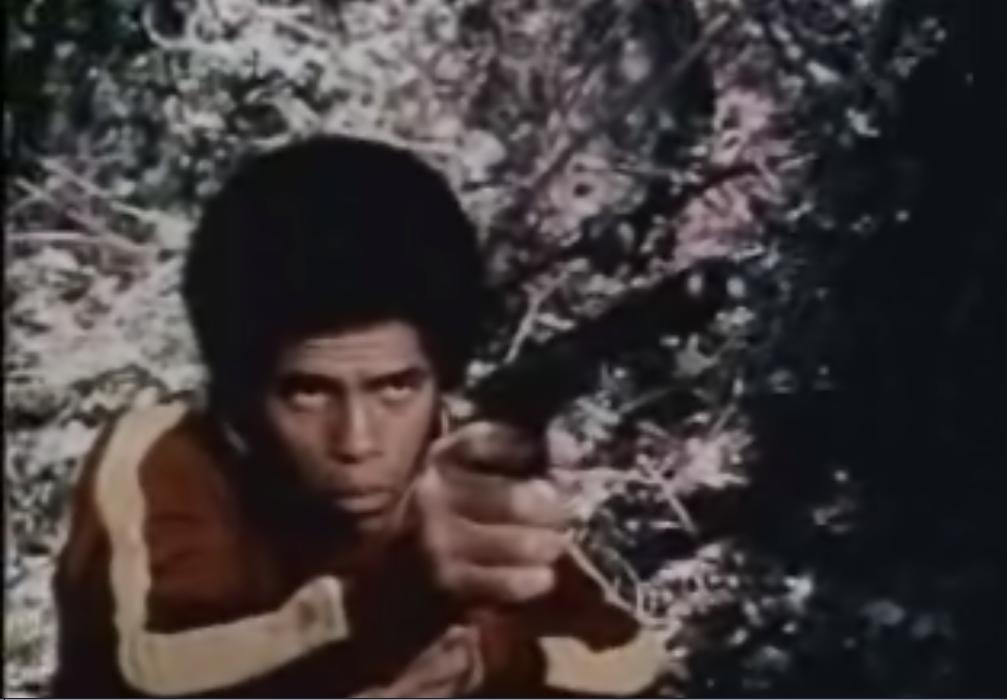
Jim Kelly

James Milton „Jim“ Kelly (* 5. Mai 1946 in Paris, Kentucky; † 29. Juni 2013 in San Diego) war ein US-amerikanischer Karateka und Schauspieler.

## Leben
Kelly war schon während seiner Schulzeit erfolgreicher Sportler in verschiedenen Disziplinen; seine größten Erfolge feierte er als Karateka, welchen Sport er an der University of Louisville begonnen hatte. Als Karatelehrer unterrichtete er Calvin Lockhart für eine von diesem zu spielende Filmrolle und kam so zu ersten eigenen Engagements als Darsteller.
Nach dem Erfolg von Enter the Dragon erhielt er einen Vertrag über einige Filme bei Warner Brothers. Bis Ende der 1970er Jahre spielte er regelmäßig in Blaxploitation-Filmen, danach noch gelegentlich Rollen in internationalen Produktionen.
Kelly blieb dem Sport treu und wurde Profi bei den Senioren-Tennisspielern sowie Trainer für diese Sportart. Im Juni 2013 erlag er einem Krebsleiden.

## Filmografie (Auswahl)
- 1973: Der Mann mit der Todeskralle (Enter the Dragon)
- 1974: Freie Fahrt ins Jenseits (Black Belt Jones)
- 1974: Drei eiskalte Profis (Three the Hard Way)
- 1975: Einen vor den Latz geknallt (La parola di un fuorilegge… è legge!)
- 1976: Hot Potato
- 1978: Der Einzelkämpfer (Death Dimension)
- 1978: Die Bruderschaft des roten Drachen (E yu tou hei sha xing)
- 1982: Coltfighter (One Down, Two to Go)
- 1994: Stranglehold
- 1995: Top Fighter – Die größten Kämpfer aller Zeiten
- 2009: Afro Ninja